# Маринфлис
Маринфлис (њем. Marienfließ) општина је у њемачкој савезној држави Бранденбург. Једно је од 26 општинских средишта округа Пригниц. Према процјени из 2010. у општини је живјело 803 становника. Посједује регионалну шифру (AGS) 12070266.

## Географски и демографски подаци
Маринфлис се налази у савезној држави Бранденбург у округу Пригниц. Општина се налази на надморској висини од 68 метара. Површина општине износи 76,9 km². У самом мјесту је, према процјени из 2010. године, живјело 803 становника. Просјечна густина становништва износи 10 становника/km².